# Women (banda)
Women fue un grupo de post-punk y noise rock procedente de Calgary, Canadá. Estaba compuesto por Patrick Flegel, Matthew Flegel, Michael Wallace y Christopher Reimer.
Tras la disolución de la banda en 2010 y la muerte de Christopher Reimer, Matthew Flegel y Wallace formaron Preoccupations (originalmente llamada Viet Cong) en 2012, mientras que Pat Flegel formó Cindy Lee.

## Discografía

### Álbumes de estudio
- Women (Flemish Eye / Jagjaguwar, 2008)
- Public Strain (Flemish Eye / Jagjaguwar, 2010)

### EPs
- Rarities 2007-2010 (Flemish Eye / Jagjaguwar, 2020)